# فیل یوتزی
فیل یوتزی (آلمانی: Phil Jutzi؛ ۲۲ ژوئیهٔ ۱۸۹۶ – ۱ مهٔ ۱۹۴۶) کارگردان فیلم و فیلم‌بردار اهل آلمان بود.